# Myoxinus
Myoxinus – rodzaj chrząszczy z rodziny kózkowatych. 

## Zasięg występowania
Przedstawiciele tego rodzaju występują w Ameryce Środkowej i  Południowej

## Systematyka
Do Myoxinus zaliczane są 2 gatunki:
- Myoxinus asper
- Myoxinus pictus